# 9059 Дюма
9059 Дюма (9059 Dumas) — астероїд головного поясу, відкритий 8 серпня 1992 року.
Тіссеранів параметр щодо Юпітера — 3,687.